# Artsen Covid Collectief
De Stichting Artsen Collectief, voorheen Stichting Artsen Covid Collectief, is een Nederlandse stichting die zich richt op het bekritiseren van het coronabeleid van de Nederlandse overheid. De stichting werd tijdens de coronacrisis in december 2020 opgericht door een groep artsen, deels werkzaam in complementaire geneeswijzen.
In oktober 2021 ontving de stichting de Meester Kackadorisprijs van de Nederlandse Vereniging tegen de Kwakzalverij (VtdK). Hierop schreef het bestuur van de stichting een weerwoord.

## Bestuur
De eerste voorzitter van het collectief was internist-endocrinoloog, tevens natuurgeneeskundige, Evelien Peters. Zij stapte in januari 2022 op na "indringende gesprekken" met haar werkgever, het UMC Utrecht, die vond dat het voorzitterschap op grond van de standpunten van het collectief op dat moment niet verenigbaar was met haar functie als internist bij dat ziekenhuis. Peeters werd opgevolgd door internist-infectioloog Hannah Visser, werkzaam bij het Beatrixziekenhuis in Gorinchem en in opleiding tot homeopathisch arts. Vicevoorzitter werd op dat moment Femme Zijlstra (radioloog en leefstijlgeneeskundige). In oktober 2022 werd  hartchirurg Jan Grandjean voorzitter.

## Standpunten
De stichting wil volgens haar missie, zoals vermeld op de website: 
"bijdragen aan een open debat over de mogelijkheden van een beleid waarbij er altijd vanuit meerdere perspectieven gekeken wordt." 

en daarnaast: 
''bijdragen aan een beleid waarbij zelfbeschikkingsrecht, (keuze)vrijheid en eigen regie over ieders gezondheidskeuzen voorop staan.

De stichting vindt het langdurig inperken van grondrechten ongerechtvaardigd, evenals "ondemocratische wetswijzigingen".
Het Artsen Covid Collectief was tijdens de coronacrisis fel gekant tegen de invoering van het coronatoegangsbewijs en was van mening dat de Nederlandse overheid door het op veel plaatsen verplicht stellen hiervan, een eenzijdig beleid voerde, "gericht op het inperken van vrijheden en het medicaliseren van de maatschappij in plaats van behoud en bevordering van de volksgezondheid."
De stichting stelde dat alle bestaande vaccins tegen COVID-19 onvoldoende getest waren en dat de bijwerkingen onvoldoende bekend waren. De stichting vond dat alleen personen met een bewezen hoog risico op het verkrijgen van ernstige complicaties als gevolg een COVID-19 besmetting gevaccineerd hoefden te worden.
De stichting zet zich in om Nederlanders alleen op vrijwillige basis te laten vaccineren tegen het SARS-CoV-2-virus, maar is van mening dat nog geen enkel vaccin hiervoor bewezen geschikt is. De stichting vindt bovendien dat testen op het Sars-CoV-2-virus alleen zinvol is als er klachten zijn, na beoordeling door een arts, of na een zogenaamd hoogrisico-blootstelling.
In 2024 droeg het Artsen Collectief bij aan de essaybundel Maatschappelijke meerstemmigheid onder druk van het Centrum voor Ethiek en Gezondheid (CEG), onderdeel van de Gezondheidsraad.

## Activiteiten
De Stichting Artsen Covid Collectief was onder andere betrokken bij Herstel-NL, een plan van economen om Nederland – naar hun woorden – te 'heropenen'. Ook plaatste ze een advertentie met de kop "Bescherm je kind met informatie", er werd daarin verwezen naar een brochure van de stichting met "10 redenen om jouw kind de prik, voorlopig, te besparen". Minister Hugo de Jonge van Volksgezondheid vond de advertenties "zeer onverantwoord".
Een van de oprichters van de stichting, de internist Evelien Peeters, wees in december 2020 op onderzoeken waaruit zou blijken dat vitamine D en ontwormingsmiddel ivermectine een positief effect zouden hebben bij een besmetting met COVID.
In oktober 2021 uitte de woordvoerder van de stichting kritiek op het massaal vaccineren van de bevolking, met de bewering dat massavaccinatie onnodig en zelfs schadelijk is. Alleen mensen die tot een risicogroep behoren, zoals 60-plussers, zouden volgens de stichting moeten worden gevaccineerd.
Volgens de website van de stichting had deze in oktober 2021 meer dan 33.000 vrienden, waarvan 2.160 medici. De namen van verreweg de meeste leden worden vertrouwelijk gehouden.
Flyers die de standpunten van de stichting uitdragen worden door vrijwilligers ook op straat uitgedeeld en ongevraagd huis-aan-huis verspreid. Artsen die informatie over corona hebben gegeven die afwijkt van de in hun beroepsgroep aanvaarde normen en standpunten zijn er in 2021 door de inspectie op gewezen dat dit tot een maatregel of tuchtzaak kan leiden.

## Kritiek
Al snel na de oprichting van de stichting kwam er kritiek uit medische hoek. In februari 2021 verscheen een opinieartikel in Medisch Contact, waarin de schrijvers aangaven dat het Artsen Corona Collectief eenzijdige argumenten gebruikt en niet in discussie gaat over de wetenschappelijke onderbouwing van hun beweringen.
In augustus 2021 reageerde een groep gezondheidszorgmedewerkers, waaronder de medicus en emeritus-hoogleraar virologie Willy Spaan, die in 1984 promoveerde op een proefschrift over coronavirussen, op de discutabele uitlatingen die vanuit het collectief zijn gedaan. Onder andere had deze groep kritiek op de stelling van de stichting dat coronavaccinatie erger zou zijn dan het doormaken van de infectie zelf. Ook zou de stichting foutieve cijfers gebruikt hebben over overlijdensgevallen onder jongeren na vaccinatie tegen COVID-19. Ook de stelling van het collectief dat 'gezonde mensen elkaar niet ziek maken', werd betwist. Volgens Spaan en anderen lijkt de stichting de asymptomatische en presymptomatische transmissie van het coronavirus te veronachtzamen.
Een huisarts uitte in NRC kritiek op de stichting omdat deze verwees naar een website die hydroxychloroquine aanprees als geneesmiddel tegen COVID-19, en patiënten adviseert aan hun huisarts te vragen dit medicijn voor te schrijven. Dit middel heeft ernstige bijwerkingen en werkt niet tegen COVID-19. Huisartsen die het middel hiervoor voorschrijven kunnen een boete verwachten van de Inspectie Gezondheidszorg en Jeugd.
In oktober 2021 ontving de stichting de Meester Kackadorisprijs van de VtdK. Volgens deze vereniging zou de stichting het medisch beroep in diskrediet hebben gebracht door stelselmatig het nut in twijfel te trekken van de reguliere aanpak van de COVID-pandemie. Volgens de vereniging zijn de artsen die namens de stichting optreden veelal beoefenaars van alternatieve geneeswijzen en zouden het vooral homeopaten zijn. Sommige werkgroepleiders zijn antroposofische zorgverleners.
Tweede Kamerleden Attje Kuiken en Wieke Paulusma stelden Kamervragen over artsen die desinformatie verspreiden en over de mogelijkheid iemands BIG-registratie te ontnemen wegens verspreiden van desinformatie waarbij ze expliciet de Stichting Artsen Covid Collectief als voorbeeld noemden. De minister antwoordde dat dat op het terrein van de tuchtrechter ligt, maar verklaarde ook dat met de Inspectie Gezondheidszorg en Jeugd contact te hebben opgenomen ‘om te horen hoe de inspectie deze situatie beoordeelt’.